# Turf Classic Stakes
 (signalé en mai 2025).
Si vous disposez d'ouvrages ou d'articles de référence ou si vous connaissez des sites web de qualité traitant du thème abordé ici, merci de compléter l'article en donnant les références utiles à sa vérifiabilité et en les liant à la section « Notes et références ».
- Archive Wikiwix
- Bing
- Cairn
- DuckDuckGo
- E. Universalis
- Gallica
- Google
- G. Books
- G. News
- G. Scholar
- Persée
- Qwant
- (zh) Baidu
- (ru) Yandex
- (wd) trouver des œuvres sur Wikidata

Groupe 1
Les Turf Classic Stakes est une course hippique de plat se déroulant au mois de mai sur l'hippodrome de Churchill Downs, à Louisville aux États-Unis, le jour du Kentucky Derby.
Créée en 1987, c'est une épreuve de groupe 1 depuis 1996, ouverte aux chevaux d'âge (4 ans et plus) disputée sur la distance de 1 800 m. L'allocation s'élève à 1 000 000 $.

## Palmarès depuis 1996
| Année | Vainqueur                      | Pays        | Père               | Jockey                       | Entraîneur                     | Propriétaire                                    | Temps   |
| ----- | ------------------------------ | ----------- | ------------------ | ---------------------------- | ------------------------------ | ----------------------------------------------- | ------- |
| 2025  | Spirit of St Louis             | États-Unis  | Medaglia d'Oro     | Manuel Franco                | Chad Brown                     | Madaket Stables LLC, M. Dubb & R. Schermerhorn  | 1'48"20 |
| 2024  | Program Trading                | États-Unis  | Lope de Vega       | Flavien Prat                 | Chad C. Brown                  | Klavarich Stables Inc.                          | 1'50"30 |
| 2023  | Up to The Mark                 | États-Unis  | Not This Time      | Irad Ortiz, Jr.              | Todd A. Pletcher               | Repole Stable & St. Elias Stable                | 1'47"31 |
| 2022  | Santin                         | États-Unis  | Distorted Humor    | Tyler Gaffalione             | Brendan P. Walsh               | Godolphin                                       | 1'49"72 |
| 2021  | Colonel Liam Domestic Spending | États-Unis  | Liam's Map Kingman | Irad Ortiz, Jr. Flavien Prat | Todd A. Pletcher Chad C. Brown | Lawana & Robert Low Klaravich Stables           | 1'47"99 |
| 2020  | Digital Age                    | États-Unis  | Invincible Spirit  | Javier Castellano            | Chad C. Brown                  | Klaravich Stables                               | 1'47"79 |
| 2019  | Bricks and Mortar              | États-Unis  | Giant's Causeway   | Irad Ortiz, Jr.              | Chad C. Brown                  | Klaravich Stables & William H. Lawrence         | 1'51"80 |
| 2018  | Yoshida                        | États-Unis  | Heart's Cry        | José L. Ortiz                | William I. Mott                | China Horse Club, WinStar Farm & Head of Plains | 1'54"64 |
| 2017  | Divisidero                     | États-Unis  | Kitten's Joy       | Julien Leparoux              | William B. Bradley             | Gunpowder Farms                                 | 1'52"42 |
| 2016  | Divisidero                     | États-Unis  | Kitten's Joy       | Edgar S. Prado               | William B. Bradley             | Gunpowder Farms                                 | 1'47"37 |
| 2015  | Finnegans Wake                 | États-Unis  | Powerscourt        | Victor Espinoza              | Peter L. Miller                | Donegal Racing & Rockingham Ranch               | 1'47"24 |
| 2014  | Wise Dan                       | États-Unis  | Wiseman's Ferry    | John R. Velazquez            | Charles LoPresti               | Morton Fink                                     | 1'47"73 |
| 2013  | Wise Dan                       | États-Unis  | Wiseman's Ferry    | Jose Lezcano                 | Charles LoPresti               | Morton Fink                                     | 1'51"84 |
| 2012  | Little Mike                    | États-Unis  | Spanish Steps      | Joe Bravo                    | Dale L. Romans                 | Priscilla Vaccarezza                            | 1'48"81 |
| 2011  | Get Stormy                     | États-Unis  | Stormy Atlantic    | Ramon A. Dominguez           | Thomas M. Bush                 | Sullimar Stables                                | 1'50"81 |
| 2010  | General Quarters               | États-Unis  | Sky Mesa           | Rafael Bejarano              | Thomas R. McCarthy             | Thomas R. McCarthy                              | 1'53"42 |
| 2009  | Einstein                       | États-Unis  | Spend A Buck       | Julien Leparoux              | Helen Pitts-Blasi              | Midnight Cry Stable                             | 1'49"62 |
| 2008  | Einstein                       | États-Unis  | Spend A Buck       | Robby Albarado               | Helen Pitts-Blasi              | Patricia Cunningham & Melissa Greene            | 1'50"50 |
| 2007  | Sky Conqueror                  | États-Unis  | Sky Classic        | Javier Castellano            | Darwin D. Banach               | William A. Sorokolit Sr.                        | 1'49"01 |
| 2006  | English Channel                | États-Unis  | Smart Strike       | Garrett K. Gomez             | Todd A. Pletcher               | James T. Scatuorchio                            | 1'47"15 |
| 2005  | America Alive                  | États-Unis  | American Chance    | Robby Albarado               | Neil J. Howard                 | Mill House Stable                               | 1'47"34 |
| 2004  | Stroll                         | États-Unis  | Pulpit             | Jerry D. Bailey              | William I. Mott                | Claiborne Farm                                  | 1'53"00 |
| 2003  | Honor in War                   | États-Unis  | Lord At War        | David R. Flores              | Paul J. McGee                  | 3rd Turn Stables                                | 1'46"67 |
| 2002  | Beat Hollow                    | Royaume-Uni | Sadler's Wells     | Alex O. Solis                | Robert J. Frankel              | Juddmonte Farms                                 | 1'47"35 |
| 2001  | White Heart                    | Royaume-Uni | Green Desert       | Gary L. Stevens              | Neil D. Drysdale               | Gainsborough Farms                              | 1'48"75 |
| 2000  | Manndar                        | Royaume-Uni | Doyoun             | Corey Nakatani               | C. Beau Greely                 | Columbine Stable, Jay M. Jones & Tom Nichols    | 1'47"91 |
| 1999  | Wild Event                     | États-Unis  | Wild Again         | Shane Sellers                | Louis M. Goldfine              | Arthur I. Appleton                              | 1'47"25 |
| 1998  | Joyeux Danseur                 | États-Unis  | Nureyev            | Robby Albarado               | Albert Stall Jr.               | B. Wayne Hughes                                 | 1'48"14 |
| 1997  | Always a Classic               | États-Unis  | Deputy Minister    | Jerry D. Bailey              | Mark R. Frostad                | Sam-Son Farm                                    | 1'49"29 |
| 1996  | Mecke                          | États-Unis  | Maudlin            | Pat Day                      | Emanuel Tortora                | James R. Lewis Jr.                              | 1'49"48 |